# Joan du Plat Taylor
Joan Mabel Frederica Du Plat Taylor (26 juin 1906 –  21 mai 1983) née à Glasgow, en Écosse, est une archéologue britannique, pionnière de l'archéologie maritime.

## Biographie
Joan du Plat Taylor naît le 26 juin 1906. Elle est la fille du colonel St. John Louis Hyde du Plat Taylor et Alice Home-Purves. Elle a pour grand-père paternel le colonel John Lowther du Plat Taylor (en), fondateur de la poste des forces britanniques. Sa mère refuse de la laisser aller à l'école et elle ne reçoit pas d'éducation formelle. Son père a été gazé pendant la Première Guerre mondiale, et la famille passe les hivers à Nicosie, Chypre. Elle travaille bénévolement au musée de Chypre puis toujours bénévolement mais avec un statut de conservatrice bénévole, à partir de 1932. Pendant les vacances d'été en Angleterre, elle participe aux fouilles de Mortimer Wheeler à Verulamium (1931-1932) et à Maiden Castle (1935-1936). Elle fait des fouilles à Apliki en 1938 et en 1939, avec Veronica Seton-Williams. Le déclenchement de la Seconde Guerre mondiale l'oblige à rentrer en Angleterre. Elle est conductrice d'ambulance à Londres, puis travaille au ministère de l'Information.
Elle est bibliothécaire de l'Institut d'archéologie de l'université de Londres de 1945 jusqu'à sa retraite en 1970. Cette situation lui permet de continuer des activités archéologiques. 
Elle milite pour faire rentrer l'archéologie sous-marine dans le champ académique. Elle contribue à mettre en place le conseil pour l'archéologie nautique et est la fondatrice de l'IJNA (International Journal of Nautical Archaeology) qu'elle dirige de 1972 à 1980. Elle joue également un rôle important dans la reconnaissance du travail des amateurs dans l'archéologie, et met en place des structures pour sensibiliser et encourager la pratique de la discipline. Elle est la première présidente de la Nautical Archaeology Society (en).
Elle a personnellement financé une subvention afin de soutenir la publication de recherches archéologiques maritimes. Depuis sa mort, cette récompense a été renommée en Joan du Plat Taylor Award par la Nautical Archaeology Society, en son honneur. 
Elle meurt le 21 mai 1983 à Londres.

## Hommages et distinctions
- 1976 : docteur honoris causa de l'université de Pennsylvanie